# 内藤元友
内藤 元友（ないとう もととも）は、江戸時代初期の人物。毛利氏の家臣で、長州藩士。

## 生涯
慶長7年（1602年）、内藤元泰の三男として生まれる。慶長10年（1605年）毛利輝元から加冠を受け、元の偏諱を与えられた。慶長13年（1608年）に父が死去すると、その隠居料40石を相続した。
毛利秀就の命により毛利就隆の家臣として付けられ、就隆によって慶長18年（1613年）には雅楽助、元和5年（1619年）には清兵衛尉に任じられた。しかしその後、就隆から暇を下されて浪人となったため、秀就に召し返されて知行を与えられ、以後は長州藩士として仕えた。正保2年（1646年）には毛利秀就から五郎右衛門尉の仮名を与えられている。
寛文4年（1664年）に63歳で死去し、子の友幸が跡を継いだ。